# Imigração portuguesa na Guiana
Um luso-guianense é um guianês que tem ancestralidade vinda de Portugal ou um português que tem cidadania guianense.

## Demografia
Os descendentes de portugueses foram introduzidos principalmente na Guiana como trabalhadores contratados para compensar o êxodo de ex-escravos que deixaram as plantações de açúcar após a emancipação. Os primeiros grupos chegaram em 1835 até 1882, a maioria chegando na década de 1860. A maioria dos portugueses remonta à ilha da Madeira, no Atlântico Norte, que já tinha uma longa história de produção de açúcar, mas foi assolada por depressão econômica e questões políticas.
Aqueles que permaneceram após o contrato de trabalho formavam uma classe média guianense e eram uma parte importante do setor comercial. A indústria do rum era predominantemente de propriedade de portugueses da Guiana.
Os portugueses da Guiana apoiam igrejas e escolas católicas romanas e mantêm sua língua por meio de periódicos como Voz Portuguez, O Lusitano, Chronica Seminal e The Watchman.
Em 1906, o primeiro português da Guiana concorreu a um cargo público. Há um 'Dia da Chegada Portuguesa' em 3 de maio para marcar a primeira chegada à Guiana.
Alguns avançaram a ideia de que a presença portuguesa nas Guianas é anterior a 1834. Judeus sefarditas portugueses haviam se estabelecido na vizinha Guiana Holandesa no século 17 antes da chegada dos holandeses. As comunidades judaicas portuguesas também existem em Aruba, Barbados e Curaçau. Alguns dos portugueses na Guiana podem ter suas origens nesses grupos portugueses de língua holandesa. Eles eram conhecidos como os "portugueses de Curaçau" dentro da maior comunidade portuguesa.
O número de portugueses da Guiana (4,3% da população em 1891) tem vindo a diminuir constantemente ao longo das décadas. Muitos portugueses da Guiana emigraram desde então e agora vivem em Londres, Toronto, outras partes do Caribe e Estados Unidos.
O sucesso geral deste grupo também levou a animosidade como os motins 'Angel Gabriel' de 1856 em que lojas portuguesas foram saqueadas e danificadas. Mesmo sendo de ascendência europeia, eles são vistos como distintos dos europeus britânicos por sua língua, religião e status de ex-contratado.

## Luso-guianenses notáveis
- Ivor Mendonça - Jogador de críquete para as Índias Ocidentais
- Peter D'Aguiar - Empresário e político
- Mary Noel Menezes - freira católica romana e historiadora
- Olga Lopes-Seale - personalidade de rádio guianense-barbadiana
- Mark Teixeira - ex-jogador de beisebol profissional